# マディソン・スクエア・ガーデン
座標: 北緯40度45分2秒 西経73度59分37秒 / 北緯40.75056度 西経73.99361度
マディソン・スクエア・ガーデン（Madison Square Garden、略称：MSG）は、アメリカ合衆国ニューヨーク市マンハッタン区の8番街と31-33丁目にあるスポーツアリーナおよびエンターテインメント会場である。単に "Garden" とも呼称され、日本語表記の記事ではマジソン・スクエア・ガーデンと表記している記事もある。
2万人収容のスポーツアリーナと、5千人収容のシアターなどで構成されている。当初の建物はマディソン・スクエア公園の北側に建てられたことが、名前の由来である。

## 概要
マディソン・スクエア・ガーデンの建物は過去に4回の移設があり、最初に建設された場所が実際にマディソン・スクエアという名前だった。現在の建物は1968年に完成した。これは、ペンシルベニア駅の敷地の上に建っている（駅は地下にある）。荘厳なボザール様式の旧駅舎を取り壊し、駅舎とマディソン・スクエア・ガーデンを新築する際には、歴史建造物保存の観点から反対運動も起こった。
NBAのニューヨーク・ニックス（バスケットボール）、NHLのニューヨーク・レンジャース（アイスホッケー）、NLLのニューヨーク・タイタンズ（ラクロス）のホームであり、大規模なコンサート会場であることで有名である。また、プロレスやボクシング、サーカスの興行においても重要な歴史を持つ。
19世紀からプロレス・ボクシングの試合が行われ、WWEがWWWF時代よりMSGを本拠地として定期戦を行い、年間最大の大会であるレッスルマニアを最初に行った会場という所以である種の神聖視をされていることや、ジャイアント馬場、アントニオ猪木、藤波辰巳ら日本人レスラーもMSGのリングに上がり活躍していたことから「格闘技の殿堂」としても馴染みが深い会場である。後に在日米軍入りしてリック吉村として活躍するフレデリック・ロバーツのプロボクサーデビューもMSGのリングであった。
また、ニューヨークという世界的に影響力のある都市の主要コンサート会場であることから、世界中のロックミュージシャンなどがこの会場を目指している。

## 歴史
- 1874年：5番街と23丁目にあるマディソン・スクエア公園の北側（マディソン・アベニューと26丁目の角、現在のニューヨークライフビルの位置）に、サーカス・プロモーターのP・T・バーナムが「モンスター・クラシック&ジオロジカル・ヒッポロドーム」として設立。その後、オーケストラ指揮者のパトリック・ギルモアが借り受け、“ギルモアズ・ガーデン”に改称。
- 1878年：W・タイルストンによって買収され、“マディソン・スクエア・ガーデン”と改称（初代マディソン・スクエア・ガーデン）
- 1889年：改築（二代目マディソン・スクエア・ガーデン）
- 1925年：8番街と49-50丁目（現在のワールドワイドプラザの位置）に移転（三代目マディソン・スクエア・ガーデン）
- 1964年：現在の位置に移転・着工（10月29日）
- 1968年：完成、開業（2月11日）
- 1989年 - 1991年：大規模改修
- 2011年 - 2013年：二回目の大規模改修
- 2016年：UFC 205がゲート収入1,770万ドルを記録し、1999年のレノックス・ルイス対イベンダー・ホリフィールドが記録した1,350万ドルの会場記録を更新した[5]。
- 2023年：この年にペンシルベニア駅の敷地のリース契約が切れるため、それまでに新しい場所へ移転するか契約の更新をしなければならない。現在の移転先の有力候補は数ブロック南西の郵便施設の敷地（9-10番街と28-30丁目のブロック）。同年9月、ニューヨーク市会は全会一致でさらに5年の契約延長を決議した。

## 開催される行事
マディソン・スクエア・ガーデンでは、年間400以上のイベントが開催されている。
- NBAのバスケットボールの試合
- NHLのアイスホッケーの試合
- NLL（ナショナル・ラクロス・リーグ）のラクロス（ボックスラクロス）の試合
- ロックミュージシャンなどのコンサート（最多公演数はビリー・ジョエル[6]）
- 民主党全国大会（1976年、1980年、1992年）
- 共和党全国大会（2004年）
- ボクシング、総合格闘技、プロレスなどの試合
- サーカス

## アーティスト
- 当会場では2015年にビリー・ジョエルが最多公演記録を更新した。また、ジョエルは2018年7月にマディソン・スクエア・ガーデンで100回目の公演を達成した。
- 日本人アーティストでマディソン・スクエア・ガーデンの舞台に初めて立ったのはLOUDNESS[注釈 1][7]。1991年8月31日にはオルケスタ・デ・ラ・ルスがサルサイベント「ザ・ニューヨーク・サルサ・フェスティバル'91」に出演。後にオムニバスアルバム「ニューヨーク・サルサ・フェスティバル’91~ライブ・フロム・マディソン・スクエア・ガーデン~」、映像作品として「マディソン・スクェア・ガーデンのオルケスタ・デ・ラ・ルス」が発売された。また単独公演としては、2012年3月25日にL'Arc〜en〜Cielが日本人初となる公演を開催した[8]（当初は付随施設のシアターで行うことを発表していたが[9]、後にアリーナに変更された）[10]。
- 2014年10月11日にはX JAPANが公演を行った。
- 2016年7月15日には、アメリカの5 Seconds of SummerのスペシャルゲストとしてONE OK ROCKが舞台に立った。

## シアター
シアター (Theater) は同施設内にある可動式の客席2千～5千席を備えた劇場型会場である。ステージショーや会議、卒業式などで利用されている。ボクシングの会場としても利用されており、近年はMSG本体よりMSGシアターで興行が開催されることが多くなっている。2019年1月8日に高橋竜平が日本人ボクサーとして初めてMSGシアターのリングに立ち、2021年11月27日に尾川堅一がIBF世界スーパーフェザー級王座を獲得した。過去にはNBAドラフト及びNHLドラフトが開催されていた。
1968年のオープン時は当時の社長だった人物にちなみフェルト・フォーラム (Felt Forum、1968–1989)、1990年代はじめにパラマウント・シアター (Paramount Theater、1991–1997)、2007年にワシントン・ミューチュアルが命名権を取得しワム・シアター (WaMu Theater、2007–2009) となるが、リーマンショックで命名権を手放してからはマディソン・スクエア・ガーデン・シアター(The Theater at Madison Square Garden、1997-2007、2009-2018)となっていたが、2018年からは フールー・シアター （Hulu Theater、2018-）と何度か名前が変わっている。

## 大規模改修と移転計画

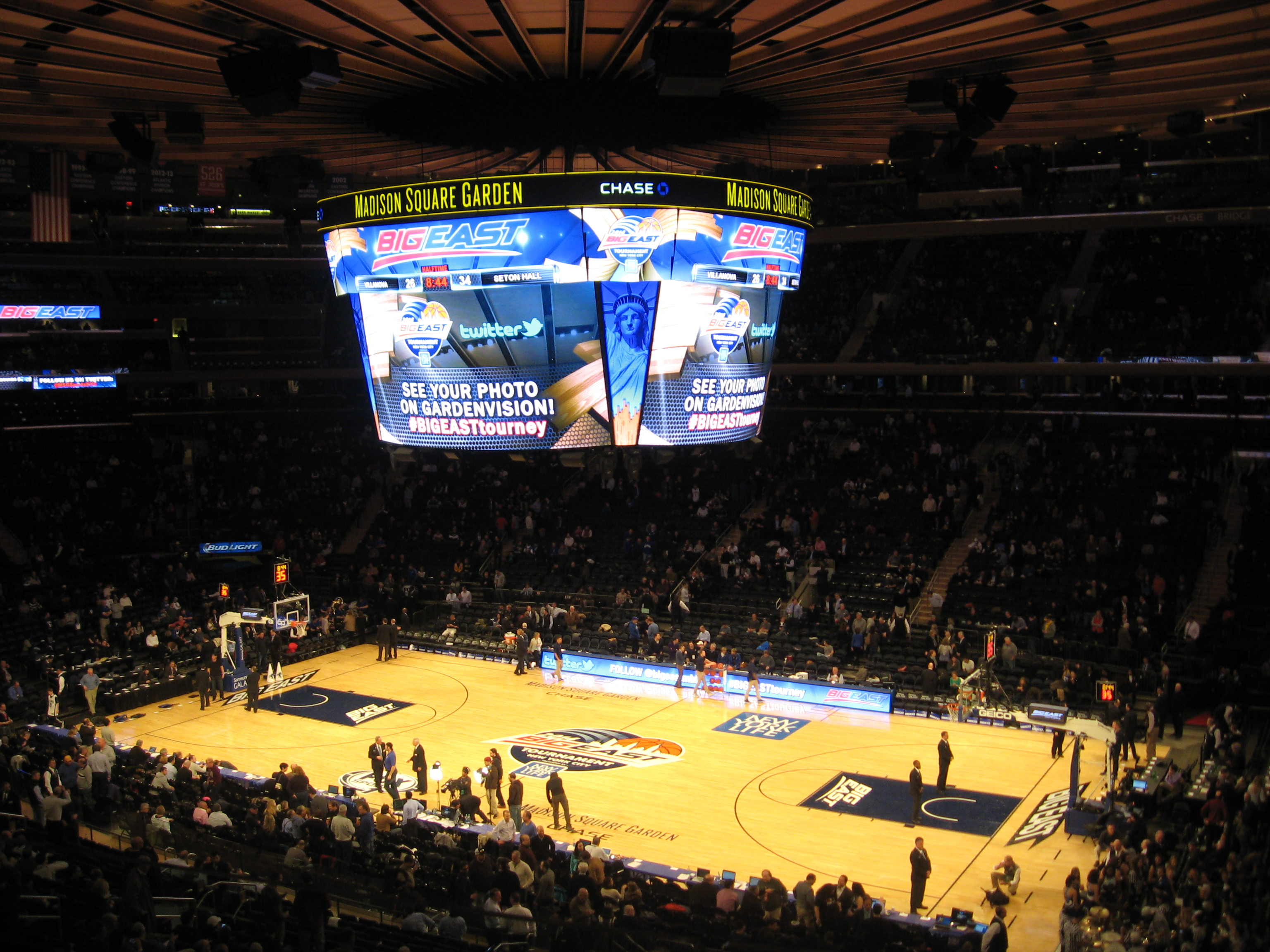
全面改修工事終了後のMSG、スコアボードが一新、また天井にラウンジが設置された。（写真は2014年ビッグ・イースト男子バスケ選手権）

MSGは2011年から3期に分かれて改修工事が行われ、主にコンコースや大型映像装置のLED化、更衣室、ロッカールーム、控室の改修、さらにアリーナ天井にラウンジが設置された。これに伴いWNBAのリバティは改修工事期間中、ニュージャージー州ニューアークのプルデンシャル・センターでプレーされていた。
また、現在ペンシルベニア駅を大規模改修する計画が進行中であり、契約上マディソン・スクエア・ガーデンは2023年までにペンシルベニア駅の敷地から立ち退かなければならないことになっている。MSGサイドは更なる契約の延長を求めているが、駅サイドは有数の世界都市ニューヨークにふさわしい駅舎とするために立ち退きを求めている。
移転先の有力候補は9番街と28-30丁目に建つUSPSモルガン郵便施設 (Morgan Postal Facility) の敷地である。

## 「マジソンバッグ」
- マジソンスクエアーガーデンバッグ（エース株式会社による表記）
エース株式会社が、1968年から1978年にかけて、製造・販売していた絹目ビニール製バッグ。創業者・新川柳作の考案による。表面にMADISON SQUARE GARDEN / SPORTSMAN CLUB / boxing wrestling footballの文字と星条旗またはワシのマークが入れられ、学生用バッグとして人気があった。一部の中学校では“スポーツバッグ”の呼称でも呼ばれていた[15]。なお、エース株式会社は、本品の意匠登録をしていなかった模様で、廉価版の模造品が続出した。
この意匠は、エース株式会社のオリジナルであり、マディソン・スクエア・ガーデンにはない。
バッグには「football」の文字があるが、同地ではフットボール（もちろんアメリカンフットボール）の試合が開催されたことはない。